# Nesara albida
Nesara albida är en fjärilsart som beskrevs av Walker 1855. Nesara albida ingår i släktet Nesara och familjen ädelspinnare. Inga underarter finns listade i Catalogue of Life.